# Джордже Неманич
Джордже Неманич был сыном правителя Зеты Вукана Неманича и внуком Стефана Немани. Джордже унаследовал от отца управление Зетой в 1208 году.
О Джордже Неманиче мало что известно. Скорее всего он в 1208 принес клятву верности Венецианской Республике, а в 1220 был насильно присоединен к Сербскому Королевству, в 1242 умер. Неизвестно имел ли он детей и был ли женат.

## Биография

### Ранние годы
Стефан Неманья сумел обеспечить независимость от Византийской империи после смерти императора Мануила I (1180 г.), а затем завоевал Дуклю, Травунию и Хум на Адриатическом побережье. Неманья в качестве великого князя дал Вукану, как предполагаемому наследнику, уделы завоеванных земель, включая Хвосно и Топлицу около 1190 г.
Хотя Вукан был старшим сыном Стефана Немани, отец выбрал наследником женаторго на дочери византийского императора Алексея III Евдокии своего младшего сына Стефана II. Вукан в ответ приняв королевский титул; в надписи, датированной 1195 годом в церкви Святого Луки в Которе, Вукан назван королем Дукли, Далмации, Травунии, Топлицы и Хвосно. Хотя Вукан принял королевский титул, он остался под властью своего отца. В 1196 г. на государственном совете Неманья отрекся от престола в пользу Стефана; Вукану пришлось признать своего брата новым правителем Сербии. Неманя принял монашеский постриг, получил имя Симеон и удалился в Хиландар на Афоне. Пока Неманья был жив, Вукан не выступал против Стефана, но как только отец умер, старший сын организовал заговор против Стефана, чтобы стать великим князем. Он нашел помощь у венгерского короля Имре, который в то время боролся против Болгарского царства и делал получить помощи сербов. С помощью венгерских войск в 1202 u/Вукану удалось свергнуть бежавшего в Болгарию Стефана. В надписи, датируемой 1202—1203 годами, Вукан назван великим жупаном Вуканом, правителем всей сербской земли, Зеты, приморских городов и земли Нишавы.
В обмен на венгерскую помощь Вукан стать их вассалом и пообещал, что обратится в католицизм, если папа римский даст ему королевский титул. Однако, как венгерский вассал, Вукан вскоре оказался вовлеченным в венгерский конфликт с Болгарией. В 1203 г. болгары напали на Сербию и завоевали восточную часть страны с городом Ниш. В хаосе, последовавшем за нападением болгар, и используя против него переговоры Вукана с папой, Стефану удалось вернуться в Сербию и свергнуть Вукана в 1204 г., снова став великим князем.